# Maria Skłodowska-Curiebrug
De Maria Skłodowska-Curiebrug is een vaste brug in Amsterdam-Oost.
De brug ligt in het zuidelijke verlengde van de Kramatweg, daar waar zij de ringvaart van de Watergraafsmeer kruist en aansluit op de Valentijnkade. De brug, alleen bestemd voor voetgangers en fietsers, is aangelegd door Waternet. Normaliter worden voor de bruggen externe bedrijven ingehuurd, maar voor dit bijzonder project werd Waternet de uitvoerder. Dat heeft te maken met het feit dat de brug tevens een toldeur moest krijgen. De ringvaart had in 2017 twee toldeuren, te weten een in de Wibautstraat en een nabij de Hartmanbrug. Deze toldeuren waren versleten en zouden vervangen moeten worden. Door de aanleg van de Maria Skłodowska-Curiebrug te combineren met de toldeur, behoefde men niet te werken aan die laatste toldeur.
Tijdens de bouw was dit deel van de ringvaart enige tijd niet bevaarbaar. Er moest een bouwput midden in de ringvaart gemaakt worden om de betonnen paalfundering van het juk aan te leggen. Vanuit het juk werd de brug verbonden met de beide kades. De toldeur hangt daarbij als een rood zwaard aan een zeilboot aan de brug. De brug is een ontwerp van de Haarlemse architect Arjan Karssen.
Op 3 november besloot de gemeente de brug te vernoemen naar Marie Curie. Ten zuiden van de brug ligt namelijk het Amsterdam Science Park. Aangezien Amsterdam al een Curiestraat, vernoemd naar Marie en Pierre Curie, kent, werd besloten haar volledige achternaam te vermelden.

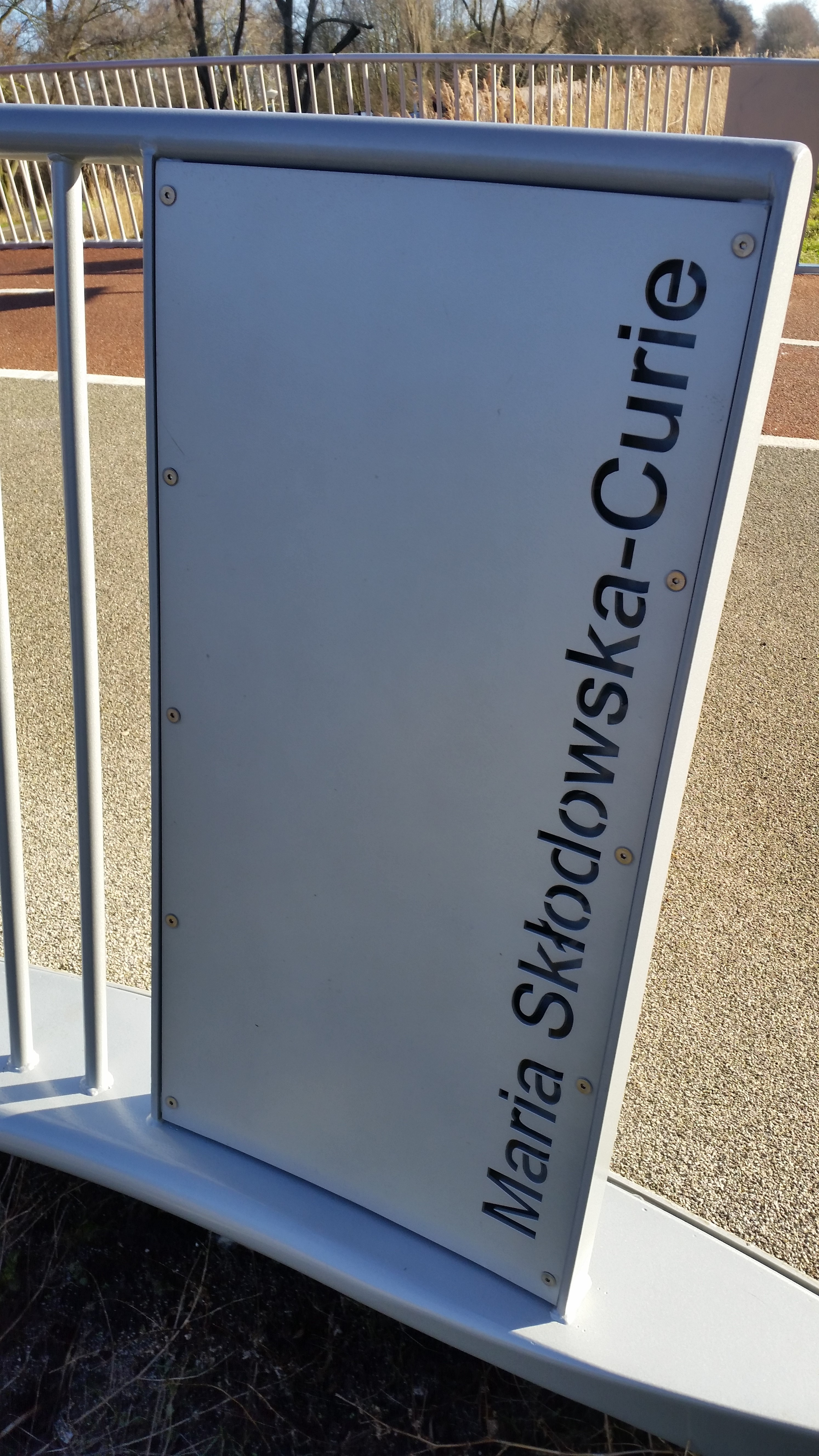
Naambord (februari 2019)